# Міллернтор-Штадіон
Міллернто́р-Шта́діон (нім. Millerntor-Stadion) — футбольний стадіон у німецькому місті Гамбург. Відкритий 1963 року. Стадіон є домашньою ареною футбольного клубу «Санкт-Паулі».

## Галерея

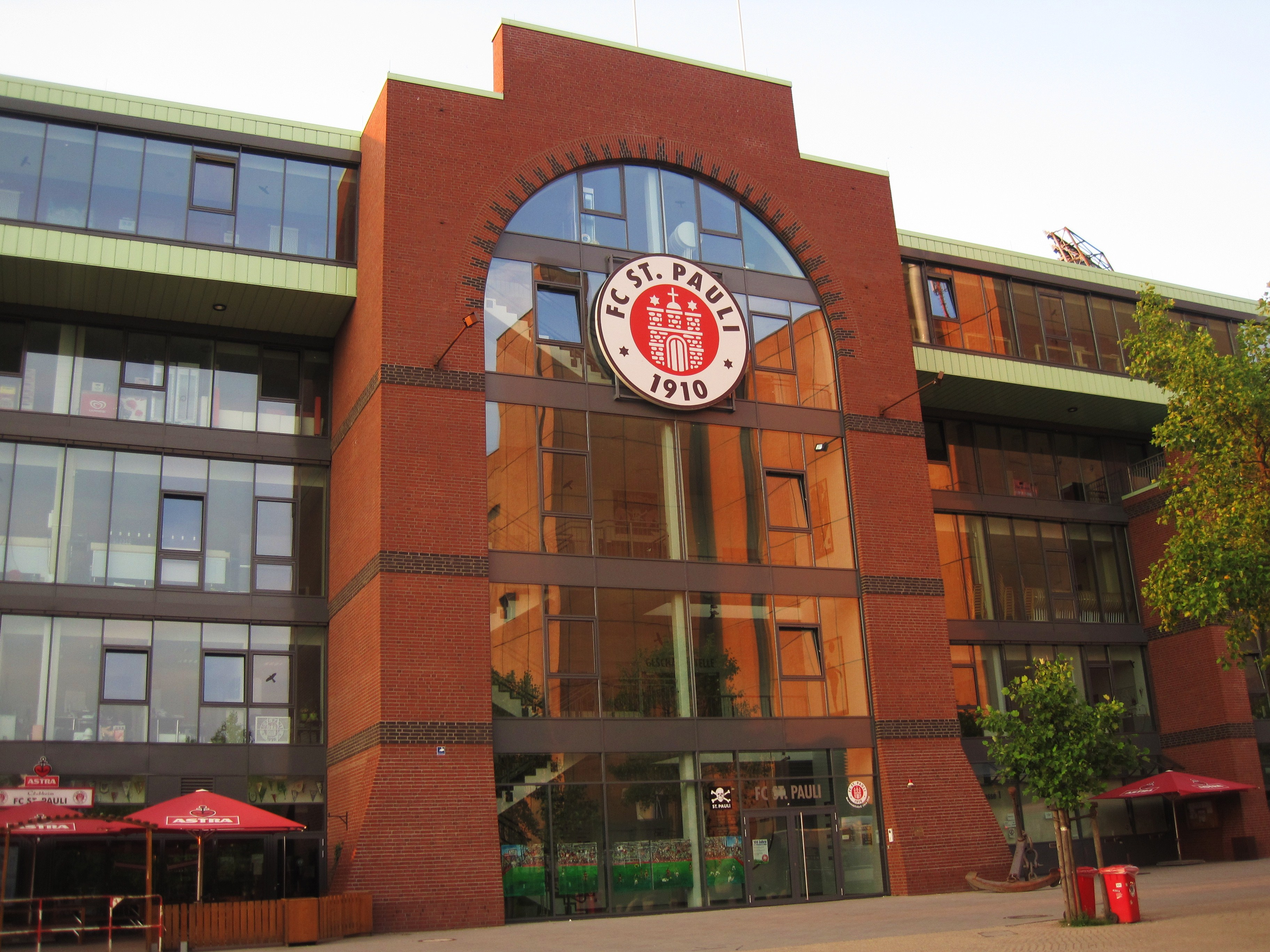
Вхід на головну трибуну